# Annons-Tidningen
Annons-Tidningen.  var en dagstidning utgiven i Trelleborg  från den 7 januari 1899 till den 24 december 1902.

## Undertitlar
Undertiteln var Annonsorgan för Skytts, Wemmenhögs, Ljunits, Södra Oxie och Bara härad. Från 1900 Annonsorgan för sydvestra Skåne och från 1902 Nyhets och annonsblad för sydvestra Skåne.

## Redaktion
Utgivningsbevis för tidningen utfärdades för folkskolläraren John Rosén den 10 september 1898. Han var folkskollärare och ansvarig utgivare från 10 september till tidnings upphörande24 december 1902. Redaktionsort  var hela tiden Trelleborg och redaktör var Johannes Rosén ovan namngiven John Rosén. Tidningen var endagars och kom ut på lördagar hela tiden.

## Tryckning
Förläggare var Johannes Rosén i Trelleborg till 7 dec 1902 och sedan C H Jönsson i Trelleborg. Tidningen trycktes bara i svart med titelvinjett på första sidan från nummer 2 14 januari. Satsytorna var stora 43x30 cm och 51x38 cm under utgivningen och tidningen hade 4 sidor. Det var en dagstidning som trycktes med typsnitt antikva och upplagan var stor år 1900 3500 exemplar och 1902 1800-1900 exemplar. Tidningen kostade 1 kr 1899 men upplagans storlek berodde på ett lågt pris senare bara 0,50 kr 1900 och enligt tidningen 19 januari 1901 spreds den gratis. Trots den korta utgivningstiden trycktes tidningen minst 5 olika tryckerier.
| Period                 | Tryckeri                           | Ort        | Kommentar |
| 1899-01-07--1901-08-10 | Trelleborgs nya boktryckeri        | Trelleborg |           |
| 1901-08-17--1902-09-06 | N. Anderssons boktryckeri          | Trelleborg |           |
| 1902-09-13--1902-12-06 | Skånetryckeriet                    | Malmö      |           |
| 1902-12-13--1902-12-13 | Sandberg & Jönssons boktryckeri    | Trelleborg |           |
| 1902-12-20--1902-12-20 | ingen uppgift                      |            |           |
| 1902-12-24--1902-12-24 | Trelleborgs allehandas boktryckeri | Trelleborg |           |